# Norman Dello Joio (ginete)
Norman Adrian Dello Joio (Nova Iorque, 7 de junho de 1956) é um ginete estadunidense, especialista em saltos, medalhista olímpico. 

## Carreira
Norman Dello Joio representou seu país nos Jogos Olímpicos de 1992, na qual conquistou a medalha de bronze no salto individual 1992.